# Hotel lângă o cale ferată
Hotel lângă o cale ferată este o pictură din 1953 a pictorului realist american Edward Hopper, care se află în colecția Hirshhorn Museum and Sculpture Garden. Lucrarea este realizată în ulei pe pânză, măsurând 101,981 x 79,375 cm.